# Michinaga Fujiwara
Michinaga Fujiwara (jap. 藤原 道長 Fujiwara-no Michinaga; ur. 966, zm. 3 stycznia 1028) – japoński arystokrata i polityk okresu Heian, przedstawiciel rodu Fujiwara.
Był synem wielkiego ministra Kaneie (929–990). Po śmierci starszych braci został w 995 roku głową linii Hokke rodu Fujiwara i otrzymał urząd wielkiego ministra prawej strony (右大臣, udaijin). Rok później usunął z areny politycznej rywalizujących z nim kuzynów i awansował na wielkiego ministra lewej strony (左大臣, sadaijin). Od tej pory odgrywał decydującą rolę na dworze cesarskim. Powierzono mu także funkcję nairana (内覧), polegającą na przeglądaniu dokumentów kierowanych do cesarza. Jego pięć córek zostało żonami władców i książąt krwi, trzy z nich zostały cesarzowymi, a trzech wnuków Michinagi zasiadło na tronie.
W 1016 roku został mianowany regentem w imieniu swego małoletniego wnuka Go-Ichijō, jednak już rok później przekazał tę funkcję swemu synowi Yorimichi (990–1074), sam zaś objął urząd kanclerza (太政大臣, daijō-daijin lub dajō-daijin). W 1018 roku również i ten urząd oddał swojemu synowi, sam zaś odszedł na emeryturę. Rok później przyjął święcenia mnisie. Ufundował świątynię Hōjō-ji w Kioto.
Michinaga Fujiwara znany jest także jako pisarz. W latach 998–1021 spisał pamiętnik Midō kanpakuki (御堂関白記), będący najstarszym spisanym w języku chińskim wytworem pamiętnikarstwa japońskiego.
Michinaga sprawował przez trzydzieści lat faktyczne rządy na dworze cesarskim. Przypisywany mu jest poemat wyrażający uczucia człowieka, który osiągnął już wszystko:

Gdy się tak zastanowić, ten świat jest mój; nic nie brakuje księżycowi w pełni.
この世をば　わが世とぞ思ふ　望月の　欠けたることも　なしと思へば

Historia życia i kariery Michinagi Fujiwary została przedstawiona w Eiga monogatari (Opowieść o rozkwicie, część I z 1030 r., część II ok. 1092) i w Ōkagami (Wielkie zwierciadło, ok. 1120).
Eiga monogatari łączy tradycje opowieści dworskiej i kronik historycznych. Jest w zasadzie oparta na faktach, ale zawiera wiele elementów fikcyjnych, anegdotycznych, obyczajowych oraz opisów postaci, świąt i zwyczajów. Uważa się, że znaczną część tego dzieła napisała poetka Akazome Emon. Ōkagami natomiast składa się z sześciu rozdziałów skonstruowanych w formie dialogu pomiędzy młodym samurajem a dwoma mędrcami. Bogactwo wersji wydarzeń tworzy interesujący portret epoki.